# دهستان بهنام وسط شمالی
دهستان بهنام وسط شمالی بامرکزیت روستای باغخواص نام دهستانی در بخش مرکزی شهرستان ورامین، استان تهران در ایران است. براساس سرشماری مرکز آمار ایران در سال ۱۳۸۵، جمعیت آن ۱۰۸۸۴ نفر (۲۶۳۰ خانوار) بوده‌است.